# ゴラン・ブレゴヴィッチ

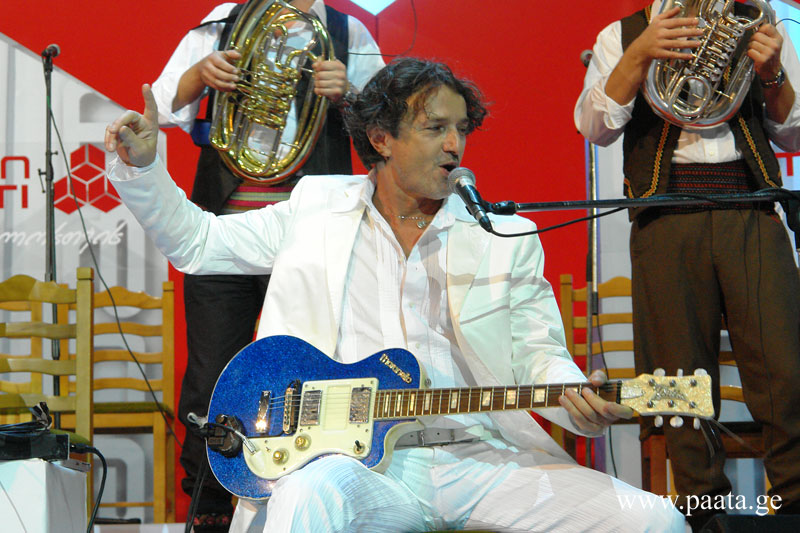
2007年、トビリシでのコンサートにて

ゴラン・ブレゴヴィッチ（Goran Bregović, 1950年3月22日 - ）は、サラエヴォ（ユーゴスラビア、現ボスニア・ヘルツェゴビナ）出身の作曲家。

## プロフィール
元は音楽学校でヴァイオリンを学んでいたが、16歳でロックバンド「ビイェロ・ドゥグメ」 (Bijelo Dugme、「白いボタン」)を結成し大成功を収める。1980年代後半よりフリーとなり、映画のサウンドトラックなどを手がける。バルカン半島の民族音楽やロマ(ジプシー)の音楽を現代風にアレンジした作風で知られており、ユーゴスラビアを代表する作曲家である。映画監督エミール・クストリッツァとは付き合いの長い旧友であり、彼の監督作品の音楽を多く担当している。